# Acrolophus morus
Acrolophus morus là một loài bướm đêm thuộc họ Acrolophidae. Nó được tìm thấy ở Bắc Mỹ, bao gồm Maryland, Massachusetts, Maine, Iowa, Florida và Ontario.
Sải cánh dài khoảng 20 mm đối với con đực và 26 mm đối với con cái.